# Танасов Сергій Іванович (військовик)
Сергі́й Іва́нович Тана́сов (нар. 30 січня 1984, Мелітополь) — старший сержант Збройних сил України, 79-а окрема аеромобільна бригада до 2015 року.

## Життєпис
Здобув професію кухаря. 2002 року пішов служити до лав ЗС України. Брав участь у миротворчих місіях — в Іраку, Ліберії, Косові. Під час перебування в Косові командування сектору двічі відзначало Танасова почесним званням «Кращий сержант».
Із частиною в Щасті перебував з кінця лютого 2014 року. Охороняв блокпости й аеродроми, супроводжував колони, доводилося й пробиватися з оточення. У часі боїв за Донецький аеропорт — водій БТРа «Борьки». Одного разу супроводжували вантаж, БТР Танасова їхав на чолі колони, автомобіль почав ламатися, розігнати більше 20 кілометрів за годину не змогли. Ті, хто обігнали і поїхали вперед, потрапили під потужний обстріл.
Під час захисту Донецького аеропорту був уперше поранений — куля майже цілком пробила каску. Через неможливість покинути поле бою перебував в аеропорту ще п'ять днів.
Його фотографію розмістили на календарі «Кіборги».
У 2015 році через травму коліна, якої зазнав у битві за ДАП біля РЛС, переведений до 299-ї бригади тактичної авіації на посаду авіаційного навідника у званні молодшого лейтенанта.
2015 року був обраний депутатом Миколаївської міської ради від партії БПП.
Голова Березанської районної державної адміністрації (2016–2019).

## Нагороди
За особисту мужність і героїзм, виявлені у захисті державного суверенітету та територіальної цілісності України, вірність військовій присязі під час російсько-української війни нагороджений
- орденом «За мужність» III ступеня (4.12.2014)

Указом Президента України № 336/2016 від 19 серпня 2016 року нагороджений ювілейною медаллю «25 років незалежності України»..
Нагороджений нагрудним знаком «За оборону Донецького аеропорту» (28 березня 2016 р.)